# Moravské Lieskové
Moravské Lieskové (em húngaro: Morvamogyoród) é um município da Eslováquia, situado no distrito de Nové Mesto nad Váhom, na região de Trenčín. Tem 36,42 km² de área e sua população em 2018 foi estimada em 2.557 habitantes.

## Demografia
| Ano:        | 1994 | 2004   | 2014   | 2024   |
| ----------- | ---- | ------ | ------ | ------ |
| Broj ljudi: | 2565 | 2484   | 2543   | 2540   |
| Razlika:    |      | -3,15% | +2,37% | -0,11% |

| Ano:               | 2023 | 2024   |
| ------------------ | ---- | ------ |
| Número de pessoas: | 2518 | 2540   |
| Diferença:         |      | +0,87% |